# La Palma d’Ebre
La Palma d’Ebre (spanisch Palma de Ebro) ist eine Gemeinde im Süden Kataloniens mit 335 Einwohnern (Stand: 2024) und liegt in der Provinz Tarragona und der Comarca Baix Camp.

## Lage
La Palma d’Ebre liegt etwa 58 Kilometer westnordwestlich von Tarragona in einer Höhe von ca. 335 m am Rand des Ebro-Tals. 

## Bevölkerungsentwicklung
| Jahr      | 1970 | 1981 | 1991 | 2001 | 2011 | 2021 |
| Einwohner | 613  | 477  | 457  | 420  | 417  | 334  |

## Sehenswürdigkeiten

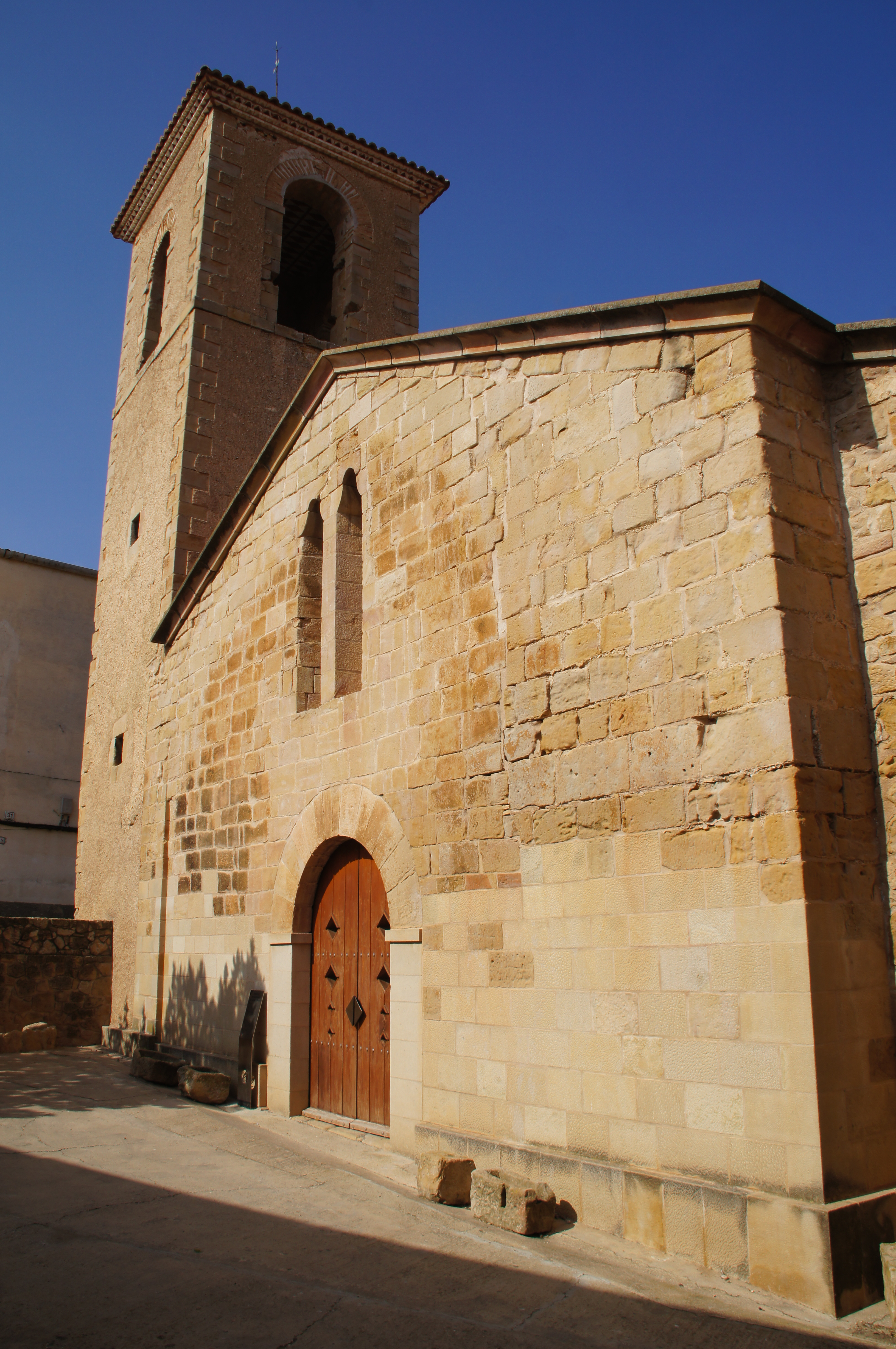
Marienkirche
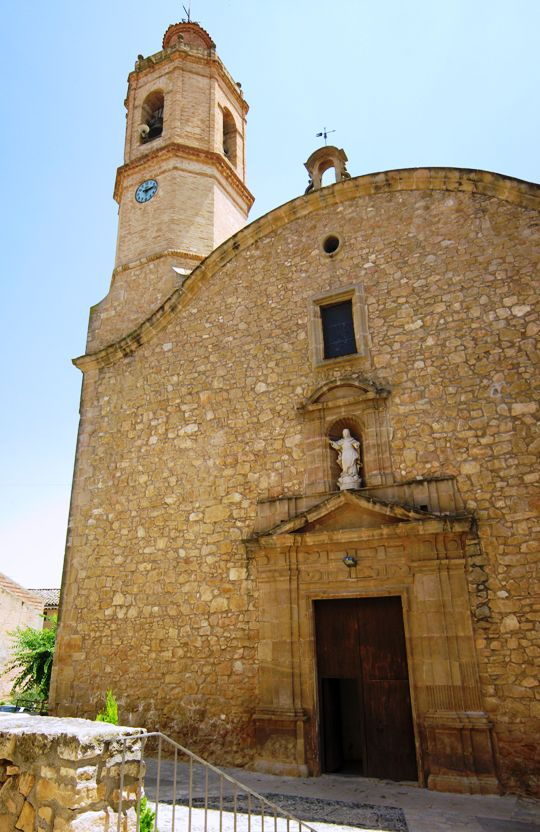
Kirche Mariä Himmelfahrt

- Marienkirche
- Kirche Mariä Himmelfahrt

## Persönlichkeiten
- Francesc-Xavier Ciuraneta Aymí (1940–2020), römisch-katholischer Geistlicher, Bischof von Menorca (1991–1999) und Lleida (1999–2007)